# Monts Nouba

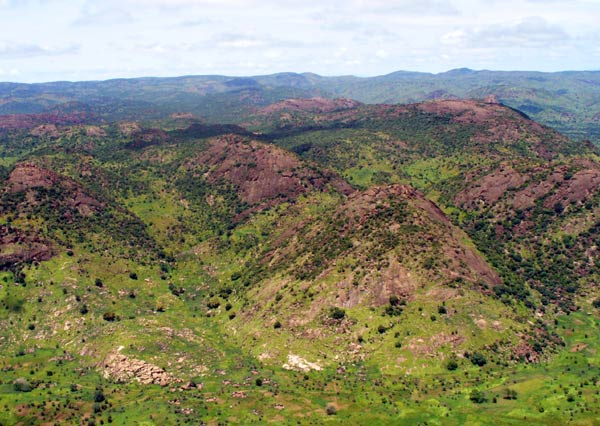
Vue aérienne des monts Nouba.

Les monts Nouba ou Nuba sont une région montagneuse du Kordofan du Sud, au Soudan.

## Géographie
Les monts Nouba sont situés dans l'État du Kordofan du Sud, au Sud du Soudan. Ils s'étendent sur une zone d'environ 48 000 km2, longue de 140 km et large de 65 km et sont 500 à 900 m plus élevés que la plaine aux alentours.
Le climat des monts est aride, mais relativement luxuriant par rapport aux zones avoisinantes. La saison des pluies s'étend de mi-mai à mi-octobre pour 400 à 800 mm de précipitations annuelles, permettant le pâturage et une agriculture saisonnière.

## Autodétermination
Pendant la Seconde Guerre civile soudanaise, les Noubas soutiennent largement l'Armée populaire de libération du Soudan, conduisant à des conflits avec les Baggaras. La région est sous le contrôle du gouvernement soudanais et les accords de Naivasha, signés en 2005, ne prévoient pas que la région rejoigne le Soudan du Sud au cas où celui-ci ferait sécession après le référendum d'autodétermination de 2011. Les accords prévoient cependant d'organiser des « consultations populaires » dans les États contestés du Nil Bleu et du Kordofan du Sud. Les modalités de ces consultations ne sont pas toutefois précisées.